# Recilia
Recilia là chi bọ thuộc họ Cicadellidae. Nó gồm 2 loài.

## Phân loài
- Recilia coronifer
- Recilia raoi